# M2 Bradley
M2 Bradley ili Bradley IFV je američko oklopno vozilo pješaštva s gusjeničnim pogonom kojeg proizvodi BAE Systems Land and Armaments (bivši United Defense). M2 Bradley čini tročlana posada sastavljena od zapovjednika, vozača i topnika te na bojno polje može prevesti šest ili sedam potpuno opremljenih vojnika (ovisno o inačici).
Američka vojska trenutno traži zamjenu postojećeg Bradleyja kroz razvojni program novog oklopnog vozila GCV. U organizaciji američke vojske, jedan vod sačinjavaju četiri M2 Bradleyja koji su organizirani u dva-dva formaciji.

## Povijest
Sovjetski Savez je 1967. godine, sredinom hladnog rata predstavio BMP-1. Radilo se o oklopnom gusjeničnom vozilu revolucionarnog dizajna koje je dijelom bilo oklopni transporter, a dijelom laki tenk. Razvijen je za potrebe mogućeg nuklearnog ratovanja te je vojnicima koje je prevozio omogućavao NKB zaštitu.
Zbog toga je BMP-1 prisilio američku vojsku da razvije vlastitu inačicu. Tako je 1981. godine razvijen te u upotrebu uveden M2 Bradley. Prilikom razvoja Bradleyja, jedan od uvjeta bio je da novo vozilo bude brzo kao tadašnji glavni borbeni tenk M1 Abrams kako bi se mogla održati formacija prilikom kretanja što primjerice stariji oklopni transporter M113 nije mogao učiniti (jer je razvijen kao nadopuna starijem M60 Patton tenku).

## Dizajn
M2 Bradley je veoma mobilno oklopno vozilo za vožnju po otvorenom cross-country terenu što je i bio jedan od glavnih dizajnerskih ciljeva, držeći korak s M1 Abrams glavnim borbenim tenkom.

### Naoružanje
Primarno naoružanje koje upotrebljava M2 Bradley je 25 mm top M242 Bushmaster koji može ispaliti 200 granata u minuti s preciznošću do 2500 metara ovisno o vrsti streljiva koje rabi. Također, M2 je naoružan i s dva spojena lansera koji mogu ispaljivati sedam TOW protu-tenkovskih projektila s maksimalnim dometom od 3750 metar. Rakete mogu biti ispaljene samo dok vozilo miruje. Kao sekundardno naoružanje upotrebljava se koaksijalna strojnica M240C kalibra 7,62 mm, a nalazi se desno od 25 mm topa.
M242 Bushmaster je primarno naoružane Bradleyja. Riječ je o 25 mm topu s integriranim mehanizmom dvostruke dostave streljiva te daljinskim odabirom streljiva. Samo streljivo se nalazi u dva spremnika gdje jedan ima 70, a drugi spremnik 230 komada granata. Dok je ukupno 300 granata spremno odmah za paljbu, dodatnih 600 granata se nalazi u zalihi tako da M2 raspolaže s ukupno 900 granata. Streljivo je pohranjeno u dva spremnika jer jedan raspolaže s protuoklopnim potkalibarskim M791 APDS-T granatama s traserom, a drugi spremnik ima M792 HEI-T visoko eksplozivno-zapaljive granate, također s traserom radi lakšeg praćenja putanje granate.
APDS-T streljivo pokazalo se vrlo učinkovitim tijekom Zaljevskog rata uništivši mnogo iračkih vojnih vozila, uključujući i nekoliko sovjetskih T-55 tenkova. Čak postoje i neka izvješća da su uništeni i neki irački T-72 iz neposredne blizine.
Za M242 Bushmaster je naknadno razvijeno M919 APFSDS-T streljivo koje sadrži penetrator s osiromašenim uranijem To streljivo upotrebljavalo se 2003. tijekom američke invazije na Irak u operaciji Iračka sloboda.
Drugo primarno naoružanje su protu-tenkovski TOW projektili namijenjeni uništavanju oklopnih vozila. Od Bradleyjevog modela M2A1, pa nadalje, rabi se inačica TOW II.
Kao sekundarno naoružanje tu je 7,62 mm strojnica M240C s 2200 metaka.

### Oklop
Rabeći aluminijski oklop te pohranjujući veliku količinu streljiva, u početku su se kod M2 Bradleyja postavljala pitanja o borbenom preživljavanju. Zbog toga su u kasnijim inačicama zbog poboljšanja oklopne zaštite uvedene čelićne ploče velike debljine te laminatni oklop. Ta nadogradnja je povećala težinu oklopnog vozila na 33 tone. Međutim, u stvarnim borbenim operacijama to se nije pokazalo kao mana jer su gubici bili mali. Tako je npr. prilikom razmjene "prijateljske paljbe" tijekom operacija Pustinjska oluja mnogo članova posade M2 preživjelo napad tako da su izgubljeni jedino laganiji transporteri LAV-25 američkog marinskog korpusa.
Prije početka proizvodnje Bradleyja, na vozilu su vršena požarna testiranja pod vodstvom pukovnika Jamesa Burtona. Testiranjimima je ustanovljeno da će najvjerojatnije prva biti pogođena sredina oklopnog vozila. Burtonova nastojanja u redizajn Bradleyja nisu u potpunosti provedena tako da je spremnik goriva ostao na sredini vozila. S druge strane, prethodnik M113A3 ima spremnik goriva montiran na zadnjoj lijevoj i desnoj strani kako bi se spriječio požar i/ili eksplozija koji bi mogli ubiti posadu i vojnike unutar vozila.
Unatoč dokazanoj ranjivosti koju je primijetio James Burton, M2 Bradley se pokazao kao oklopni transporter koji može uspješno zaštititi posadu od neprijateljske paljbe.
Sve inačice Bradleyja su opremljene s po dva četiri-cijevna bacača dimnih granata ugrađenih na prednjoj strani kupole. Bacači služe kako bi se stvorila obrambena dimna zavjesa, a osim dimnih granata, mogu ispaljivati i signalne rakete.

### Šasija
Na šasiji M2 Bradleyja je stvoreno više borbenih vozila:
- M2 Bradley – osnovni model; gusjenični oklopni transporter. Na temelju njega su razvijene naprednije inačice.
- M270 – višecijevni raketni sustav,
- M4 C2V – borbeno zapovjedno vozilo i
- M6 Bradley Linebacker – protuzračno vozilo.

M6 Bradley više nije u službi američke vojske dok je kao protuzračno vozilo bio naoružan sa zemlja-zrak projektilima Stinger, anti-tenkovskim projektilima TOW te 25 mm automatskim topom Bushmaster. To vozilo je imalo jedinstvenu ulogu u američkim oružanim snagama kao protuzračno vozilo velike mobilnosti. Njegov sustav prijenosa upotrebljavao se u novijim inačicama amfibijsko-jurišnih vozila američkih marinaca.
Cijena cijelog razvojnog programa je iznosila 5.664.100.000 USD, a cijena jednog vozila bila je 3.166.000 USD.

## Povijest

### Povijest proizvodnje
M2 Bradley je dobio ime po američkom generalu iz 2. svjetskog rata, Omaru Bradleyju. Namijenjen je prijevozu tročlane posade vozila te šest vojnika pješaka.
U borbenu uporabu američke vojske, Bradley je ušao 1981. godine te je do sada proizvedeno 4641 vozila.
Čak i nakon problematičnog razvoja Bradleyja i dodatnih problema nastalih početkom proizvodnje koje je opisao am. pukovnik James Burton u svojoj knjizi, M2 se pokazao kao jedno od najbljih gusjeničnih oklopnih vozila.
Pukovnik Burton je zagovarao sveobuhvatno vatreno testiranje vozila te su se vojska i mornarica 1984. složili o zajedničkom programu testiranja. Prilikom testiranja Bradleyja, došlo je do nesuglasica između Burtona i balističko-istraživačkog laboratorija. Nesuglasice su postale toliko sporne da je i američki Kongres zatražio izvještaj.

### Borbena uporaba
Tijekom Zaljevskog rata 1991. godine, M2 Bradley je uništio više iračkih oklopnih vozila nego tenk M1 Abrams. Ukupno je izgubljeno 20 Bradleyja, a 12 ih je oštećeno. Tri Bradleyja je uništeno od strane iračke vojske, a sedamnaest u prijateljskoj vatri. Topnik jednog Bradleyja je ubijen kada je vozilo pogodio irački BMP-1 prilikom jedne od bitki.
Kako bi se smanjila opasnost od prijateljske vatre, na Bradleyje su ugrađeni infracrveni identifikacijski paneli i druge mjere označavanja i identifikacije.
25 mm top koji je ugrađen na M2 Bradley se pokazao učinkovitim u borbi protiv neprijateljskih tenkova, uništavajući iračke tenkove T-55 i Asad Babil na udaljenostima manjim od 500 m.
Tijekom Rata u Iraku, Bradley se pokazao donekle osjetljivim na improvizirane eksplozivne naprave i RPG rakete, ali uz male ljudske žrtve. Početkom 2006. SAD je u borbama ukupno izgubio 55 Bradleyja.

### Zamjena
Američka vojska namjerava s Programom novog kopnenog borbenog vozila zamijeniti M2 Bradley i M113 do 2018. godine s novim vozilom GCV (eng. Ground Combat Vehicle). Inačice M2A3 Bradley II i M2A3 Bradley koje se upotrebljavaju u Iraku su uzeti u obzir pri analiziranju alternativa GCV-u.

## Inačice

### M2
M2 je bio osnovni proizvodni model predstavljen 1981. Ponekad se za ovaj model upotrebljava i oznaka M2A0 kako ga se ne bi zamijenilo s nekim drugim modelom. Ova inačica se mogla prepoznati po standardno ugrađenim motorom snage 370 kW (500 KS) i HMPT-500 hidromehaničkim prijenosom te TOW protu-tenkovskim projektilima. Među osnovnim značajkama bili su i automatski top M242 kalibra 25 mm i ugrađena termovizija.
M2A0 je bio amfibijsko vozilo te su ga mogli prenositi teretni zrakoplovi C-5 i C-141. Također, sva vozila su nadograđena na bolje standarde, a oklop vozila je pod svih 360 stupnjeva mogao zaštititi posadu od streljiva kalibra 14,5 mm.
Prve inačice M2A0 su mogle prevoziti sedam pješaka smještenih na stražnjem dijelu vozila, a kasnije inačice njih šest. Razlog smanjenja leži u vojnoj doktrini, promijenjenom oklopu, te namjeri kako bi vojnici lakše silazili s Bradleyja.

### M2A1
Ovaj model je predstavljen 1986. godine te je bio opremljen s TOW II projektilima, plinskim filterom koji je štitio posadu od NKB (nuklearno-kemijsko-bioloških) opasnosti te protupožarnim sustavom. Od 1992. M2A1 se počeo nadograđivati na novije standarde.

### M2A2
Predstavljen 1988., M2A2 je imao snažniji motor od 447 kW (600 KS) i HMPT-500-3 hidromehanički prijenos kao i poboljšani oklop (uz mogućnost dodatne ugradnje eksplozivno-reaktivnog oklopa). Tako je novi oklop mogao zaštititi posadu od streljiva kalibra 30 mm te RPG-a (ili sličnog protu-oklopnog oružja).
Također, u vozilu je izvršena reorganizacija pohrane streljiva, a M2A2 se mogao prevoziti transportnim zrakoplovom C-17 Globemaster III.
M2A2 Bradley će eventualno biti nadograđen na M2A2 ODS ili M2A3 standard.

#### M2A2 ODS/ODS-E
ODS (eng. Operation Desert Storm; hrv. Operacija Pustinjska oluja) i ODS-E (eng. Operation Desert Storm – Engineer; hrv. Operacija Pustinjska oluja – Inženjer) su poboljšane inačice osnovnog modela M2A2 koje su nastale na temelju lekcija koje su američki vojnici naučili tijekom Zaljevskog rata 1991. godine. Glavna poboljšanja se odnose na laserski daljinomjer, taktički navigacijski sustav (koji uključuje precizni i lagani GPS prijemnik) te digitalni kompas. Kao dodatni sustav obrane ugrađene su i raketne protumjere. Unutarnji raspored je poboljšan dok je vozaču dodan sustav termovizije. Promijenjena je konfiguracija sjedala u stražnjem dijelu vozila, a za vojnike je postavljen i grijač kako bi si mogli pripremiti gotovu hranu.

### M2A3
Ovaj model je predstavljen 2000., a od prethodnika se razlikuje po tome što je u potpunosti digitaliziran dok je postojeća elektronička oprema poboljšana ili nadograđena. To se posebice odnosi na sustav upravljanja paljbom i navigaciju. Također, produžena je izdržljivost vozila dodavanjem poboljšanog oklopa (pasivni i reaktivni) kao i poboljšanje postojećih protupožarnih sustava i sustava za zaštitu posade od nukleano-kemijsko-bioloških opasnosti.

## Korisnici
██ Države koje koriste vozila Bradley
- Hrvatska: 44 isporučenih od 89 naručenih vozila varijante M2A2 ODS[12]
- Libanon: 32 vozila varijante M2A2[13]
- Rusija: oko 2 vozila varijante M2A2 ODS ukradena su od Ukrajine[14]
- Saudijska Arabija: 400 vozila[3]
- SAD: 6230 vozila sveukupno; 1420 trenutno u uporabi[15]
- Ukrajina: oko 300+ vozila varijante M2A2 ODS u uporabi od travnja 2023.[16]